# いきなり文庫
いきなり文庫（いきなりぶんこ）とは、単行本を経ずに小説などを文庫判で刊行する手法のことである。通常、小説やエッセイなどの雑誌連載は単行本として刊行された後、3年ほど経て文庫化されるが、より多くの読者に早く手に取ってもらいたいといった作家の要望や、判型が定まっているために安く早く出版できて書店の棚も確保しやすいといった出版社の利点などから、単行本を経ずに、いきなり並製・小型で安価な文庫判で販売するケースが増えている。
雑誌連載を単行本を経ずに刊行することを「文庫オリジナル」といい、雑誌連載を経ることもなく文庫のためだけに書くことを「文庫書き下ろし」というが、このいずれのケースもいきなり文庫に該当する。
「いきなり文庫」の火付け役となったのは、2010年10月刊行の東野圭吾『白銀ジャック』（実業之日本社文庫）とされる。同書は発売8日間で累計80万部を記録し、これは当時では史上最速とされる。
2012年、集英社は集英社文庫創刊35周年にあわせてロゴマークを作成した。以降、いきなり文庫を毎月数点出している。
講談社が宮部みゆき『おまえさん』（2011年9月 講談社文庫 上下巻）を、
光文社が宮部みゆき『チヨ子』（2011年7月 光文社文庫）を、
小学館が池井戸潤『ようこそ、わが家へ』（2013年7月 小学館文庫）を、
角川書店が北林一光『サイレント・ブラッド』（2011年8月 角川文庫）を、
ポプラ社が栗田有起『卵町』（2014年2月 ポプラ文庫）を、新潮社がJ・D・サリンジャー著、村上春樹訳『フラニーとズーイ』（2014年3月 新潮文庫）をいきなり文庫として出すなど、出版業界にこの手法が広がっている。
文庫書き下ろしが主流のライトノベルの流れを汲むライト文芸においてもいきなり文庫は定着している。